# Ostéoclaste
Cet article possède un paronyme, voir Ostéoblaste.

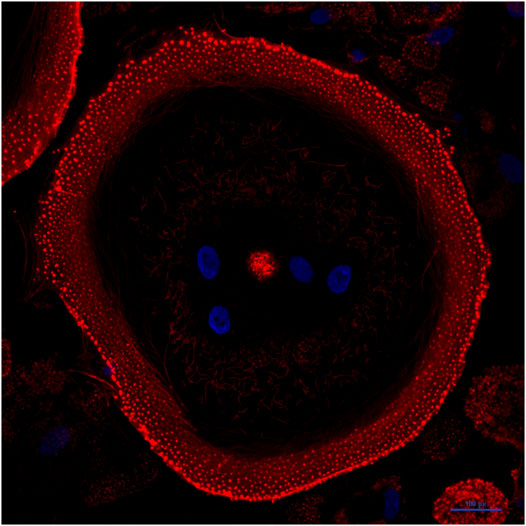
Ostéoclaste mature. Les noyaux sont représentés en bleu (colorés au Hoechst 33342) ; La F-actine est représentée en rouge (colorée à la phalloïdine). La cellule présente un anneau d'actine mature et évolue vers une grande ceinture de podosomes périphérique.

L' ostéoclaste est une cellule géante multinucléée osseuse d’un diamètre de 20  à   100 μm  d'origine hématopoïétique, qui se forment à la suite de la fusion de macrophages entraînés par la production de deux cytokines essentielles dérivées du micro-environnement médullaire : le facteur de stimulation des colonies de macrophages (M-CSF acronyme de macrophage colony-stimulating factor) et l'activateur des récepteurs nucléaires. ligand du facteur kappa B (RANKL) ,.
L’os est un tissu dynamique qui nécessite constamment l’élimination des os anciens et endommagés et la génération d’os nouvellement synthétisés pour restaurer l’intégrité structurelle. À cette fin, deux principaux types de cellules existent : les ostéoclastes et les ostéoblastes.
Les ostéoclastes possèdent une machinerie efficace responsable de la dissolution minérale et de la dégradation d'une grande quantité de matrice osseuse organique et de cartilage minéralisé . De multiples pathologies sont associées au dysfonctionnement des ostéoclastes, y compris la maladie osseuse de Paget, où les déterminants génétiques conduisent à une plus grande sensibilité des précurseurs des ostéoclastes aux cytokines pro-différenciées, à la formation d'ostéoclastes géants et hypernucléés et à une capacité accrue à résorber la matrice osseuse . Compte tenu de la variété de cellules présentes dans la moelle osseuse, il n’est pas surprenant que l’os soit également le site de plusieurs tumeurs et métastases . Bien qu’il soit largement admis que les ostéoclastes ne subissent pas de transformation néoplasique, de plus en plus de preuves démontrent leur implication indirecte dans le processus de tumorigenèse et leur soutien aux cellules cancéreuses .

## Origine

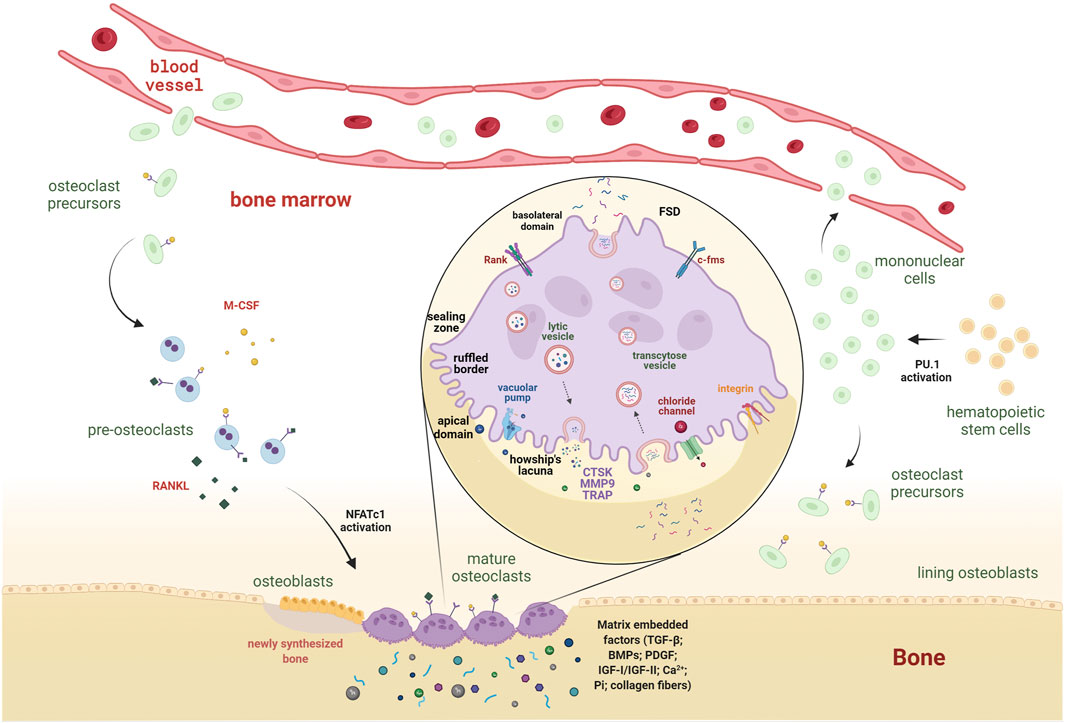
Les deux origines de l'ostéoclaste. La zone de scellement (sealing zone) et de la bordure ébouriffée (ruffled border) sont représentées

L'ostéoclastogenèse commence par la stimulation des cellules souches hématopoïétiques dérivées de la moelle osseuse pour qu'elles se transforment en cellules mononucléées . Cette phase nécessite l'activation du facteur de transcription PU.1 . Les cellules mononucléées sont soit présentes dans la moelle osseuse et stimulées pour devenir des précurseurs des ostéoclastes, soit introduites dans la circulation sanguine jusqu'à ce qu'elles retournent dans l'os pour y être résorbées et s'y différencier en ostéoclastes matures ,. La survie, la prolifération et la différenciation des ostéoclastes et de leurs précurseurs sont assurées par la signalisation M-CSF (acronyme de macrophage colony-stimulating factor), qui entraîne l'activation des voies de signalisation MAPK/ERK et des voies de signalisation PI3K/AKT ,. Le RANKL, une protéine transmembranaire de type II produite par les ostéoblastes sous forme de molécule soluble libérée protéolytiquement , est indispensable à la maturation des ostéoclastes et à leur activation complète. En réponse à la liaison à son récepteur RANK, une voie de signalisation en cascade est déclenchée, qui détermine le recrutement de TRAF6 dans le domaine intracellulaire de RANK et aboutit à l'activation en aval de facteurs de transcription ostéoclastogènes, tels que NF-κB, le facteur de transcription AP-1, la protéine de liaison à l'élément de réponse à l'adénosine monophosphate cyclique (CREB) et le facteur nucléaire des cellules T activées 1 (NFATc1 acronyme de Nuclear factor of activated T-cells, cytoplasmic 1) ,. Le processus de fusion est essentiel à la formation d'ostéoclastes volumineux et multinucléés . Plusieurs facteurs régulent la fusion des ostéoclastes, qui peuvent être divisés en molécules régulées par RANKL (CD9, ATP6V0d2 (acronyme de ATPase, H+ transporting, lysosomal 38kDa, V0 subunit d2) et la dendritic cell-specific transmembrane protein  (DC-STAMP) et celles qui ne dépendent pas de la stimulation de RANKL (CD44, CD47 et TREM2) . Parmi eux, DC-STAMP est le facteur de fusion principal . Les ostéoclastes matures atteignent un diamètre énorme (20 à 100 µm), essentiel pour la fixation au site de résorption osseuse et de dégradation de la matrice, creusant une fosse dans le tissu osseux .

## Structure
Les ostéoclastes actifs résorbant les os présentent une polarisation cellulaire particulière, avec la membrane apicale faisant face à la surface osseuse, -constituée de la zone de scellement (sealing zone) et de la bordure ébouriffée (ruffled border)-, et la membrane plasmique basolatérale.
La zone de scellement est le résultat d'une réorganisation du cytosquelette visant à former un anneau riche en actine F pour assurer l'attachement étroit de l'ostéoclaste à la matrice extracellulaire . À mesure que l'ostéoclaste se prépare à résorber l'os, il forme une bordure ébouriffée, un organite résorbant constitué de vésicules fusionnées acidifiées intracellulaires, qui représente le site où se produit la résorption osseuse ,. Contrairement à d'autres cellules lytiques , les ostéoclastes organisent un compartiment acidifié lysosomal extracellulaire, généralement appelé lacune de Howship, dans lequel des enzymes lytiques, telles que la cathepsine K , la métalloprotéase matricielle 9  et la phosphatase acide tartrate-résistante, sont sécrétées par des vésicules porteuses de protéase ,,. Ainsi, les ostéoclastes ont évolué pour utiliser les lysosomes pour effectuer l’une des tâches les plus difficiles de notre corps, à savoir excaver l’os minéralisé.

## Rôle

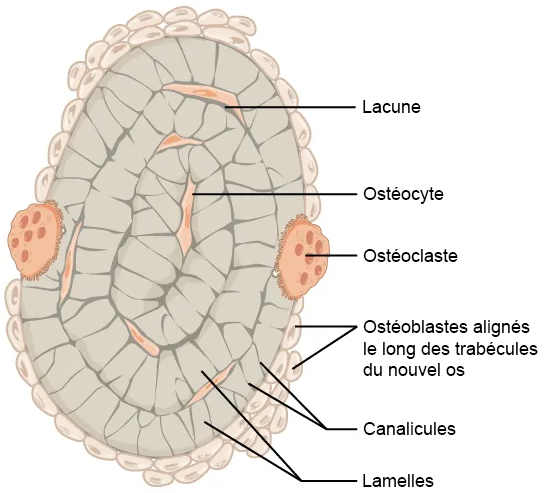
Schéma du tissu osseux

La dissolution des minéraux commence par la sécrétion d'ions chlorure (Cl−) et l'activation des pompes vacuolaires à protons consommatrices de H+- et d'adénosine triphosphate à travers la bordure ondulée . Les ions chlorure suivent passivement les protons (H+) à travers le canal chlorure présent sur la bordure froissée, et la sortie combinée de H+ et Cl− acidifie le compartiment de résorption, atteignant un environnement à faible potentiel hydrogène (∼4) . La création d'un compartiment acide favorise non seulement le début de la dissolution de la matrice et l'activation des enzymes lytiques , mais stimule également directement les ostéoclastes, induisant une augmentation significative de la concentration intracellulaire de Ca2+, qui agit par l'intermédiaire de la calmoduline pour stimuler l'activité de la calcineurine. La calcineurine, en fait, éloigne le domaine auto-inhibiteur de son site catalytique pour la déphosphorylation du signal de localisation nucléaire NFATc1 (Nuclear factor of activated T-cells, cytoplasmic 1) . En conséquence, la translocation de NFATc1 vers le noyau stimule davantage la résorption, permettant l'expression de marqueurs ostéoclastogéniques, tels que DC-STAMP (dendritic cell-specific transmembrane protein), la phosphatase acide tartrate-résistante, la cathepsine K et plusieurs intégrines, qui déterminent la maturation complète des ostéoclastes ,.
La principale enzyme impliquée dans la digestion matricielle est la cathepsine K, avec la participation d'autres enzymes protéolytiques appartenant aux grandes familles des protéinases à cystéine et des métalloprotéinases matricielles . L'épuisement ou l'inhibition de la cathepsine K entraîne une réduction globale de l'efficacité de la résorption osseuse, interrompant le trafic vésiculaire intracellulaire tout en maintenant toutes les autres fonctions des ostéoclastes, telles que la formation cellulaire, l'activation et le processus de sécrétion .
Il est intéressant de noter qu'il existe des ostéoclastes spécifiques au site osseux, qui utilisent un répertoire enzymatique différent au cours de la fonction de résorption osseuse . Par exemple, les ostéoclastes résidant dans la calvaria ou l'os scapulaire, bien qu'ils expriment des cathepsines, utilisent préférentiellement les métalloprotéinases matricielles pour leur dégradation . Une autre différence remarquable entre les groupes d'ostéoclastes qui peuplent différents sites osseux est la quantité de phosphatase acide tartrate-résistante libérée au niveau des sites de remodelage osseux . Les ostéoclastes de la calvaria présentent des niveaux accrus de la phosphatase acide tartrate-résistante - jusqu'à 25 fois plus élevés - par rapport aux niveaux détectés au niveau des sites d'os longs, susceptibles de compenser l'activité plus faible de la cystéine protéinase susmentionnée et également de dégrader les protéines non collagènes de ce type d'os .

### Le couple ostéoclaste-ostéoblaste dans le maintien du tissu osseux

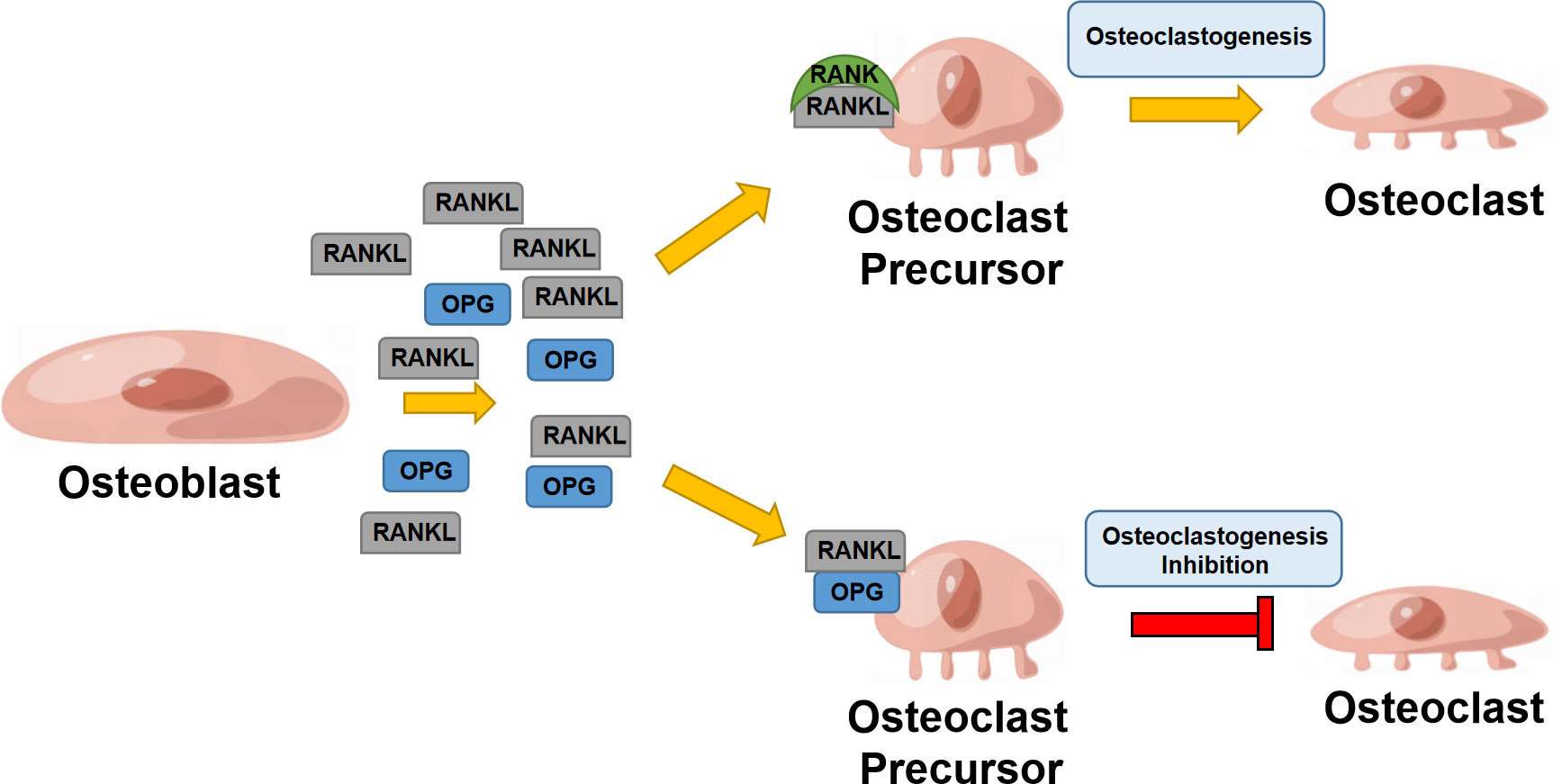
L'ostéoblaste sécrète la protéine RANKL qui se lie au récepteur RANK, permettant la maturation de l'ostéoclaste ; les ostéoblastes sécrètent également de l'ostéoprotégérine, empêchant la liaison de RANKL à RANK et inhibant la maturation de l'ostéoclaste.

L'activité de résorption des ostéoclastes doit être neutralisée pour éviter une érosion osseuse excessive. À cette fin, les ostéoblastes, en plus du RANKL , produisent de l'ostéoprotégérine , le récepteur leurre soluble du RANKL qui inhibe sélectivement la liaison du RANK et du RANKL, en raison de l'homologie avec les membres de la famille des récepteurs du facteur de nécrose tumorale, bloquant ainsi l'ostéoclastogenèse ,,. Ainsi, les ostéoblastes peuvent être considérés comme des régulateurs de l’activation et de l’inhibition des ostéoclastes.
Les ostéoclastes agissent sur les cellules de la lignée des ostéoblastes produisant plusieurs protéines, soit associées aux exosomes (par exemple, RANK), libérées de l'os résorbé, soit sécrétées, et ils interagissent également directement avec les ostéoblastes via des protéines liées à la membrane . La capacité des ostéoclastes à réguler les ostéoblastes, même indépendamment de leur activité de résorption, a été observée avec la formation de nodules minéralisés dans des cultures d'ostéoblastes en présence d'un milieu conditionné dérivé d'ostéoclastes cultivés sur du plastique, et ne libérant donc pas de produits de dégradation . Néanmoins, les sous-produits de la dégradation osseuse ont certainement un impact sur la différenciation des ostéoblastes. En effet, le facteur de croissance transformant β  libéré est capable de favoriser le recrutement de cellules souches myéloides sur le site remodelé, en activant la mammalian target of rapamycin . En outre, la libération facteur de croissance 1 ressemblant à l'insuline, c'est-à-dire IGF-I et IGF-II, ainsi que de la   protéine osseuse morphogénétique et du platelet-derived growth factor (PDGF), soutiennent en outre le recrutement des cellules souches médullaires et stimulent l'expansion, la migration et la différenciation des progéniteurs des ostéoblastes. , améliorant ainsi la formation osseuse ,,.
Un travail fondateur récent a souligné que les axes RANK et RANKL fonctionnent comme une signalisation inverse pour permettre aux ostéoclastes de communiquer avec les ostéoblastes, en utilisant les mêmes molécules qu'ils ciblent . Les ostéoclastes libèrent de petites vésicules extracellulaires qui portent le récepteur RANK (vesiculaire RANK), qui lie les molécules RANKL présentes sur les membranes des pré-ostéoblastes et des ostéoblastes précoces (RANKL membranaire) . Cette liaison déclenche une signalisation intracellulaire, aboutissant à l'expression du principal régulateur de l'ostéoblastogenèse, RUNX2 (Runt-related transcription factor 2) . Le motif riche en proline dans la queue cytoplasmique de RANKL est fondamental pour que la signalisation inverse se produise. Malgré leur capacité à réguler les ostéoblastes à distance, les ostéoclastes ont également développé des mécanismes pour interagir directement avec leurs précurseurs. Un exemple de cette classe de communication directe cellule-cellule est éphrine B2 – EphB4 (ephrin type-B receptor 4), où le contact de l'éphrine B2 dérivé des ostéoclastes avec l'ephrin type-B receptor 4 ostéoblastique améliore la différenciation des ostéoblastes en réduisant l'activité de la transforming protein RhoA.
Une fois le dépôt osseux terminé, les ostéoblastes restent piégés dans la matrice et deviennent des ostéocytes, présentant de vastes processus dendritiques par lesquels ils communiquent avec d'autres cellules osseuses. En effet, les ostéocytes sont les principales cellules capables de détecter les stimuli mécaniques et hormonaux, auxquels ils répondent en régulant l'activité des ostéoblastes et des ostéoclastes . À cet égard, les ostéocytes expriment la cytokine RANKL pour soutenir l'ostéoclastogenèse, même en quantité plus élevée que les cellules stromales de la moelle osseuse . En conséquence, les souris dépourvues de RANKL spécifiquement dans les ostéocytes manifestent un phénotype ostéopétrotique dramatique .
La formation et l’activité des ostéoclastes et des ostéoblastes sont strictement réglementées pour assurer un remodelage osseux physiologique et le maintien de la qualité et de la quantité d’os tout au long de la vie, où l’érosion osseuse ostéoclastique est généralement toujours suivie d’un dépôt osseux ostéoblastique .

## Le rôle de l'ostéoclaste dans les pathologies humaines

### Tumeur cancéreuses des os

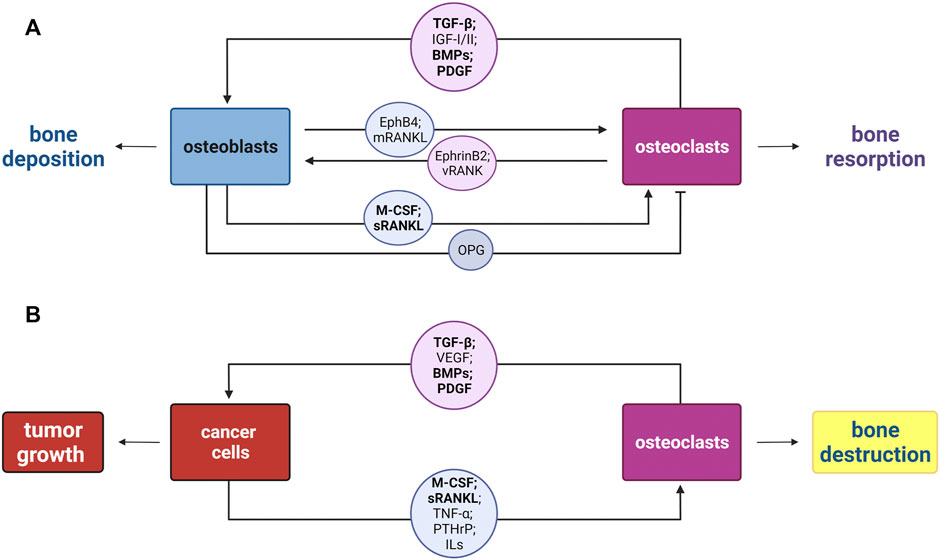
Représentation schématique des communications entre ostéoblaste et ostéoclaste dans l'os normal et en cas de cancer de l'os

#### Cancer des os

##### Ostéosarcome
L'ostéosarcome est la tumeur osseuse la plus courante et la plus agressive, apparaissant principalement dans les os longs des enfants et des adolescents . La grande hétérogénéité génétique qui caractérise l'ostéosarcome se traduit par de multiples types histologiques  comme les types ostéoblastiques, chondroblastiques et fibroblastiques . L'ostéosarcome à cellules géantes est une variante histologique rare (représentant moins de 3 % des ostéosarcomes), caractérisée par de nombreuses cellules géantes de type ostéoclasteavec une  matrice ostéoïde. La présence d'ostéoclastes dans l'ostéosarcome  est un facteur clé de la dégradation osseuse associée au cancer . La destruction osseuse fait partie du processus pathologique pour tous les ostéosarcomes , et les ostéoclastes sont systématiquement présents dans l'ostéosarcome , tant à la périphérie de la tumeur qu'au sein du tissu tumoral .

##### Myélome multiple
Le myélome multiple est une hémopathie maligne caractérisée par l'accumulation de plasmocytes cancéreux dans la moelle osseuse en raison d'un tropisme pour le compartiment médullaire osseux, conduisant à une altération de l'hématopoïèse . La destruction de l'os est la marque du myélome multiple et compromet gravement la qualité de vie des patients . Comme pour les autres tumeurs, un cercle vicieux existe lorsque les cellules du myélome se logent dans la moelle et libèrent des cytokines et des facteurs qui induisent l'activité des ostéoclastes et la destruction osseuse, notamment le facteur de nécrose tumorale , l'interleukine 1, l'interleukine 3 et l'interleukine 6 ,. 
Les ostéoclastes contribuent au myélome multiple par différents mécanismes. En plus de favoriser la destruction osseuse et, par conséquent, la croissance tumorale, l’activité des ostéoclastes favorise l’angiogenèse, nécessaire à la survie et à la prolifération cellulaire. En effet, la résorption osseuse ostéoclastique libère le facteur de croissance de l’endothélium vasculaire de la matrice osseuse par la production de métalloprotéase matricielle 9 ,. 
Les ostéoclastes sont capables d'induire l'apoptose ou la suppression des lymphocytes T, maintenant ainsi un environnement immunosuppresseur dans le myélome multiple, via l'inhibition directe de la prolifération des lymphocytes T CD4+ et CD8+. De plus, au cours de l’ostéoclastogenèse, plusieurs molécules sont régulées positivement, notamment la galectine-9, qui induit spécifiquement l’apoptose des cellules T tout en épargnant les monocytes et les cellules myélomateuses . Dans le myélome multiple, les ostéoclastes participent à la régulation de l'angiogenèse, au remodelage des niches médullaires et au contrôle de la réponse immunitaire avec des lignées cellulaires expriment des niveaux élevés de du ligand RANK, et rapport  ligand RANK/ostéoprotégérine anormal .

#### Métastase osseuse

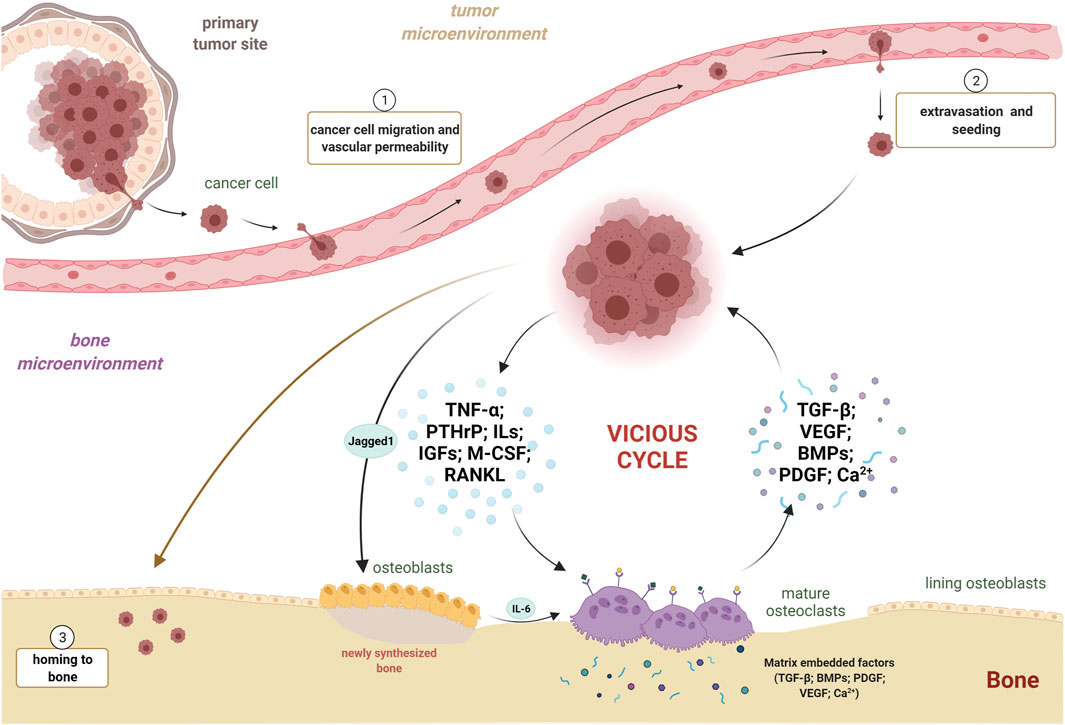
Trois étapes principales sont nécessaires à la survenue d'une métastase osseuse : 1) évasion de la cellule cancéreuse du site tumoral primaire 2) extravasation de la circulation sanguine et ensemencement de la moelle osseuse 3) greffe osseuse. Une fois greffées dans l'os, les cellules néoplasiques sécrètent des facteurs pro-ostéoclastogéniques, tels que le facteur de nécrose tumorale, la protéine en rapport avec l'hormone parathyroïdienne (PTHrP), les interleukines, des facteurs de croissance ressemblant à l'insuline (IGF), le facteur de stimulation des colonies de macrophages et le ligand du RANK, favorisant la différenciation et l'activité des ostéoclastes. L'expression Jagged1 par les cellules néoplasiques alimente la sécrétion d'interleukine 6 par les ostéoblastes, exacerbant l'ostéoclastogenèse et la croissance tumorale. Les ostéoclastes matures, à leur tour, libèrent plusieurs facteurs pro-tumorigènes, tels que le facteur de croissance transformant, le facteur de croissance de l’endothélium vasculaire, des protéines morphogénétiques osseuses, le facteur de croissance dérivé des plaquettes (PDGF) et Ca2+, tous capables de stimuler la croissance tumorale. Cela conduit à l’instauration et à l’alimentation du cercle vicieux entre les cellules cancéreuses et les ostéoclastes actifs.

La moelle osseuse est un site fréquent de métastases pour un certain nombre de cancers, notamment le cancer du sein, de la prostate et du poumon, et les métastases osseuses sont généralement associées à une morbidité et une mortalité accrues ,. Pour métastaser, les cellules tumorales doivent pénétrer dans le système circulatoire sanguin ou lymphatique, où elles présentent un état de repos non prolifératif et sont arrêtées en phase mitotique G0-G1. Lorsque les cellules tumorales atteignent la moelle osseuse, elles rencontrent un microenvironnement unique contenant divers types de cellules et facteurs de croissance qui soutiennent leur colonisation ,. Lors de leur dissémination dans la moelle osseuse, les cellules tumorales peuvent soit se développer sous forme de métastases manifestes, soit entrer dans un état dormant. La majorité des cellules tumorales dormantes entrent dans un état de repos et non prolifératif en présentant un arrêt mitotique via un arrêt G0-G1 réversible. Ils restent donc viables mais ne prolifèrent pas . Cependant, une autre façon d’atteindre la dormance consiste à maintenir un équilibre constant entre la prolifération et l’apoptose, où les cellules tumorales se divisent mais n’augmentent pas en nombre. Cela se produit principalement lorsqu’une cellule tumorale dormante se transforme en micrométastase et nécessite un nouveau système vasculaire : si l’angiogenèse est supprimée, une mauvaise vascularisation conduit à la mort cellulaire (« dormance angiogénique ») . Dans la « dormance à médiation immunitaire », le système immunitaire maintient inchangé le nombre de cellules tumorales prolifératives, principalement via l’activité cytotoxique des cellules exprimant la protéine CD8 .

##### Rôle des ostéoclastes dans la métastase osseuse
L’os ne reçoit pas passivement les cellules cancéreuses envahissantes. Les cellules cancéreuses primaires amorcent sélectivement et activement le microenvironnement de l’hôte pour favoriser la formation d’une niche pré-métastatique. Les cellules cancéreuses disséminantes libèrent des facteurs et des vésicules extracellulaires qui induisent des fuites vasculaires, un remodelage de la matrice extracellulaire et une immunosuppression . Par exemple, les cellules tumorales sécrètent un membre de la famille des hormones parathyroïdiennes, le peptide lié à l'hormone parathyroïdienne (PTHrP cronyme  de parathyroid hormone-related protein)  pour favoriser la différenciation et l'activité des ostéoclastes, en modifiant la production ostéoblastique de RANKL et de son antagoniste l'ostéoprotégérine . La dégradation osseuse qui en résulte libère un certain nombre de facteurs de croissance intégrés dans la matrice osseuse, tels que le facteur de croissance transformant, qui stimule davantage la malignité des cellules tumorales . Ainsi, les métastases osseuses sont un processus complexe impliquant une interaction réciproque entre les cellules cancéreuses et le stroma de l'hôte.

##### Rôle des ostéoclastes dans la dormance tumorale
Les cellules dormantes présentent une survie prolongée lors de l'arrêt du cycle cellulaire (jusqu'à plusieurs décennies) et ont la capacité potentielle de sortir de cet état et de recommencer à proliférer, conduisant finalement à une maladie métastatique manifeste. Jusqu’à ce moment, ils sont cliniquement indétectables . De plus, le manque de prolifération confère aux cellules dormantes une résistance inhérente aux traitements cytotoxiques, par exemple les chimiothérapies et les radiations, qui ciblent généralement les cellules en division . L'idée selon laquelle l'os pourrait fournir des facteurs induisant la dormance découle de la preuve que chez les patients atteints d'un cancer de la prostate, des métastases osseuses peuvent survenir des années ou des décennies après la prostatectomie, ce qui suggère que les cellules tumorales disséminées étaient dormantes au niveau du site métastatique dans l'os ,,. Au cœur des mécanismes de dormance et de réactivation cellulaires se trouvent les interactions entre les cellules cancéreuses et le microenvironnement osseux .
On pense que les ostéoblastes jouent un rôle clé dans la promotion de la dormance, car ils soutiennent la dormance des cellules cancéreuses en sécrétant les mêmes signaux que ceux utilisés pour réguler la quiescence des cellules souches hématopoïétiques ) ,,,. Parmi de nombreuses autres molécules, les ostéoblastes produisent la protéine growth arrest – specific 6 (GAS6), qui se lie au récepteur de la  tyrosine kinase AXL . Il est intéressant de noter que les cellules tumorales disséminées présentent fréquemment une expression élevée du récepteur de la  tyrosine kinase AXL et voient leur croissance arrêtée en réponse à GAS6 ,.
Tout comme dans le remodelage osseux, les ostéoblastes et les ostéoclastes jouent également un rôle opposé dans la dormance tumorale. Alors que les ostéoblastes sont principalement associés à l'induction et au maintien de la dormance, des ostéoclastes ont été rapportés dans la réactivation des cellules dormantes et la génération de métastases ostéolytiques. Ainsi, la dormance tumorale est un état réversible contrôlé par le microenvironnement osseux extrinsèque. À cet égard, le processus de résorption osseuse ostéoclastique entraîne des modifications de la composition cellulaire et de la signalisation au sein de la moelle osseuse, ce qui peut provoquer la sortie des cellules cancéreuses d'un état de dormance. En effet, le traitement de souris porteuses de myélome multiple avec du RANKL soluble pour stimuler la formation et la résorption des ostéoclastes a entraîné une diminution significative du nombre de cellules tumorales dormantes dans la moelle osseuse. L'observation selon laquelle les cellules myélomateuses de la rate n'étaient pas affectées par le traitement RANKL a confirmé que l'effet sur les cellules dormantes était un effet non autonome des cellules médié par les ostéoclastes de l'os . Les patients atteints de myélome récurrent présentent une augmentation des taux sériques de télopeptide C-terminal (CTX), un marqueur biochimique de la résorption osseuse . Mécaniquement, la résorption osseuse médiée par les ostéoclastes libère plusieurs facteurs de croissance, dont la TGF-β et la périostine, qui sont des facteurs favorisant la tumeur . Par conséquent, les ostéoclastes sont essentiels à la réactivation des cellules tumorales depuis leur dormance au cours du processus de métastases osseuses.

## Pour approfondir